# Кінгслі Коман
Кі́нгслі Кома́н (фр. Kingsley Coman, нар. 13 червня 1996, Париж) — французький футболіст, що грає на позиціях півзахисника і нападника за «Баварію» і національну збірну Франції.

## Клубна кар'єра

### «Парі Сен-Жермен»
Кінгслі Коман почав займатися футболом у 2002 році в «Сенар-Муассі», а з 2004 до 2013 року займався в системі «Парі Сен-Жермен». Його дебют у чемпіонаті Франції відбувся 17 лютого 2013 в матчі проти «Сошо» (на 87-й хвилині він замінив Марко Верратті). Він став наймолодшим дебютантом в історії ПСЖ (16 років, 8 місяців і 4 дні). У наступному сезоні Коман провів два матчі чемпіонату.

### «Ювентус»
У 2014 році Коман підписав п'ятирічний контракт з «Ювентусом» на правах вільного агента. 30 серпня Коман зіграв свій перший матч за туринський клуб (на позиції нападника), вийшовши в основному складі і провівши на полі 68 хвилин. Головний тренер «Ювентуса» Массіміліано Аллегрі зазначив, що "молодий Коман грав як ветеран. Він володіє великим класом і серйозним характером. Він поки ще молодий хлопець, і нам потрібно дати йому можливість рости, але вже зараз видно, що у нього є справжній талант".

### «Баварія»
30 серпня 2015 Коман перейшов на правах оренди в «Баварію» терміном на 2 роки (до 30 травня 2017) з можливістю подальшого викупу. Його дебют відбувся 12 вересня 2015 в матчі проти «Аугсбурга». Коман вийшов на 56 хвилині, замінивши Артуро Відаля. Свій перший гол за «Баварію» він забив 19 вересня 2015 на 63-й хвилині в матчі проти «Дармштадта». У квітні 2017 року «Баварія» підписала контракт з нападником, розрахований до 2020 року.
Став героєм фінальної гри Ліги чемпіонів сезону 2019/20, забивши єдиний гол матчу у ворота свого рідного «Парі Сен-Жермен» і принісши баварцям шостий титул найсильнішої клубної команди Європи.

### «Ан-Наср»
У серпні 2025 року став гравцем саудівського клубу «Ан-Наср», підписавши контракт, розрахований до літа 2028 року.

## Виступи за збірну
2011 року дебютував у складі юнацької збірної Франції (U-16), загалом на юнацькому рівні взяв участь у 30 іграх, відзначившись 6 забитими голами.
Протягом 2014–2015 років залучався до складу молодіжної збірної Франції. На молодіжному рівні зіграв у 9 офіційних матчах, забив 2 голи.
2015 року дебютував в офіційних матчах у складі національної збірної Франції. Фіналіст Євро-2016 у складі збірної.

## Статистика виступів

### Статистика клубних виступів
Станом на 12 листопада 2022 року
| Сезон                       | Команда                     | Чемпіонат                   | Чемпіонат | Чемпіонат | Національний кубок | Національний кубок | Національний кубок | Континентальні кубки | Континентальні кубки | Континентальні кубки | Інші змагання | Інші змагання | Інші змагання | Усього | Усього |
| Сезон                       | Команда                     | Ліга                        | Ігор      | Голів     | Ліга               | Ігор               | Голів              | Ліга                 | Ігор                 | Голів                | Ліга          | Ігор          | Голів         | Ігор   | Голів  |
| --------------------------- | --------------------------- | --------------------------- | --------- | --------- | ------------------ | ------------------ | ------------------ | -------------------- | -------------------- | -------------------- | ------------- | ------------- | ------------- | ------ | ------ |
| 2012–13                     | «Парі Сен-Жермен»           | Л1                          | 1         | 0         | КФ+КЛ              | 0                  | 0                  | ЛЧ                   | 0                    | 0                    | -             | -             | -             | 1      | 0      |
| 2013–14                     | «Парі Сен-Жермен»           | Л1                          | 2         | 0         | КФ+КЛ              | 0                  | 0                  | ЛЧ                   | 0                    | 0                    | СФ            | 1             | 0             | 3      | 0      |
| Усього за «Парі Сен-Жермен» | Усього за «Парі Сен-Жермен» | Усього за «Парі Сен-Жермен» | 3         | 0         |                    | 0                  | 0                  |                      | 0                    | 0                    |               | 1             | 0             | 4      | 0      |
| 2014–15                     | «Ювентус»                   | A                           | 14        | 0         | КІ                 | 4                  | 1                  | ЛЧ                   | 2                    | 0                    | СІ            | 0             | 0             | 20     | 1      |
| серп. 2015                  | «Ювентус»                   | A                           | 1         | 0         | КІ                 | 0                  | 0                  | ЛЧ                   | 0                    | 0                    | СІ            | 1             | 0             | 2      | 0      |
| Усього за «Ювентус»         | Усього за «Ювентус»         | Усього за «Ювентус»         | 15        | 0         |                    | 4                  | 1                  |                      | 2                    | 0                    |               | 1             | 0             | 22     | 1      |
| 2015–16                     | «Баварія»                   | БЛ                          | 23        | 4         | КН                 | 4                  | 0                  | ЛЧ                   | 8                    | 2                    | СН            | 0             | 0             | 35     | 6      |
| 2016–17                     | «Баварія»                   | БЛ                          | 19        | 2         | КН                 | 3                  | 0                  | ЛЧ                   | 2                    | 0                    | СН            | 1             | 0             | 25     | 2      |
| 2017–18                     | «Баварія»                   | БЛ                          | 21        | 3         | КН                 | 5                  | 2                  | ЛЧ                   | 6                    | 2                    | СН            | 1             | 0             | 33     | 7      |
| 2018–19                     | «Баварія»                   | БЛ                          | 21        | 6         | КН                 | 5                  | 2                  | ЛЧ                   | 3                    | 1                    | СН            | 1             | 1             | 30     | 10     |
| 2019–20                     | «Баварія»                   | БЛ                          | 24        | 4         | КН                 | 4                  | 1                  | ЛЧ                   | 9                    | 3                    | СН            | 1             | 0             | 38     | 8      |
| 2020–21                     | «Баварія»                   | БЛ                          | 29        | 5         | КН                 | 0                  | 0                  | ЛЧ                   | 7                    | 3                    | СН+СУ+КЧС     | 1+0+2         | 0             | 39     | 8      |
| 2021–22                     | «Баварія»                   | БЛ                          | 21        | 4         | КН                 | 1                  | 0                  | ЛЧ                   | 9                    | 2                    | СН            | 1             | 0             | 32     | 8      |
| 2022–23                     | «Баварія»                   | БЛ                          | 9         | 1         | КН                 | 1                  | 0                  | ЛЧ                   | 3                    | 0                    | СН            | 1             | 0             | 14     | 1      |
| Усього за «Баварію»         | Усього за «Баварію»         | Усього за «Баварію»         | 166       | 30        |                    | 24                 | 6                  |                      | 46                   | 12                   |               | 9             | 1             | 245    | 49     |
| Усього за кар'єру           | Усього за кар'єру           | Усього за кар'єру           | 184       | 30        |                    | 28                 | 7                  |                      | 48                   | 12                   |               | 11            | 1             | 271    | 50     |

### Статистика виступів за збірну
Станом на 30 листопада 2022 року
| Дата       | Місто           | Господарі            | Результат               | Гості                | Турнір                                    | Голи | Примітки     |
| ---------- | --------------- | -------------------- | ----------------------- | -------------------- | ----------------------------------------- | ---- | ------------ |
| 13-11-2015 | Сен-Дені        | Франція              | 2 – 0                   | Німеччина            | товариський матч                          | -    | 69'          |
| 17-11-2015 | Лондон          | Англія               | 2 – 0                   | Франція              | товариський матч                          | -    | 46'          |
| 29-3-2016  | Сен-Дені        | Франція              | 4 – 2                   | Росія                | товариський матч                          | 1    | 46'          |
| 30-5-2016  | Нант            | Франція              | 3 – 2                   | Камерун              | товариський матч                          | -    | 76'          |
| 4-6-2016   | Лонжвіль-ле-Мец | Франція              | 3 – 0                   | Шотландія            | товариський матч                          | -    | 46'          |
| 10-6-2016  | Сен-Дені        | Франція              | 2 – 1                   | Румунія              | ЧЄ 2016 - груповий етап                   | -    | 66'          |
| 15-6-2016  | Марсель         | Франція              | 2 – 0                   | Албанія              | ЧЄ 2016 - груповий етап                   | -    | 68'          |
| 19-6-2016  | Лілль           | Швейцарія            | 0 – 0                   | Франція              | ЧЄ 2016 - груповий етап                   | -    | 63'          |
| 26-6-2016  | Ліон            | Франція              | 2 – 1                   | Ірландія             | ЧЄ 2016 - 1/8 фіналу                      | -    | 46' 90+3'    |
| 3-7-2016   | Сен-Дені        | Франція              | 5 – 2                   | Ісландія             | ЧЄ 2016 - чвертьфінал                     | -    | 80'          |
| 10-7-2016  | Сен-Дені        | Португалія           | 1 – 0 д.ч.              | Франція              | ЧЄ 2016 - Фінал                           | -    | 58'          |
| 31-8-2017  | Сен-Дені        | Франція              | 4 – 0                   | Нідерланди           | Відбір до ЧС 2018                         | -    | 80'          |
| 3-9-2017   | Тулуза          | Франція              | 0 – 0                   | Люксембург           | Відбір до ЧС 2018                         | -    | 59'          |
| 10-10-2017 | Сен-Дені        | Франція              | 2 – 1                   | Білорусь             | Відбір до ЧС 2018                         | -    | 61'          |
| 10-11-2017 | Сен-Дені        | Франція              | 2 – 0                   | Уельс                | товариський матч                          | -    | 73'          |
| 4-6-2019   | Нант            | Франція              | 2 – 0                   | Болівія              | товариський матч                          | -    | 66'          |
| 8-6-2019   | Конья           | Туреччина            | 2 – 0                   | Франція              | Відбір до ЧЄ 2020                         | -    | 46' 86'      |
| 7-9-2019   | Сен-Дені        | Франція              | 4 – 1                   | Албанія              | Відбір до ЧЄ 2020                         | 2    | 77'          |
| 10-9-2019  | Сен-Дені        | Франція              | 3 – 0                   | Андорра              | Відбір до ЧЄ 2020                         | 1    | 85'          |
| 11-10-2019 | Рейк'явік       | Ісландія             | 0 – 1                   | Франція              | Відбір до ЧЄ 2020                         | -    | 88'          |
| 14-10-2019 | Сен-Дені        | Франція              | 1 – 1                   | Туреччина            | Відбір до ЧЄ 2020                         | -    | 87'          |
| 14-11-2019 | Сен-Дені        | Франція              | 2 – 1                   | Молдова              | Відбір до ЧЄ 2020                         | -    | 88'          |
| 11-10-2020 | Сен-Дені        | Франція              | 0 – 0                   | Португалія           | Ліга націй УЄФА 2020—2021 - груповий етап | -    | 84'          |
| 14-10-2020 | Загреб          | Хорватія             | 1 – 2                   | Франція              | Ліга націй УЄФА 2020—2021 - груповий етап | -    | 62'          |
| 14-11-2020 | Лісабон         | Португалія           | 0 – 1                   | Франція              | Ліга націй УЄФА 2020—2021 - груповий етап | -    | 59'          |
| 17-11-2020 | Сен-Дені        | Франція              | 4 – 2                   | Швеція               | Ліга націй УЄФА 2020—2021 - груповий етап | 1    | 84'          |
| 24-3-2021  | Сен-Дені        | Франція              | 1 – 1                   | Україна              | Відбір до ЧС 2022                         | -    | 63'          |
| 28-3-2021  | Астана          | Казахстан            | 0 – 2                   | Франція              | Відбір до ЧС 2022                         | -    | 90'          |
| 31-3-2021  | Сараєво         | Боснія і Герцеговина | 0 – 1                   | Франція              | Відбір до ЧС 2022                         | -    | 59'          |
| 2-6-2021   | Ніцца           | Франція              | 3 – 0                   | Уельс                | товариський матч                          | -    | 63'          |
| 23-6-2021  | Будапешт        | Португалія           | 2 – 2                   | Франція              | ЧЄ 2020 - груповий етап                   | -    | 66'          |
| 28-6-2021  | Бухарест        | Франція              | 3 – 3 д.ч. (4 – 5 п.п.) | Швейцарія            | ЧЄ 2020 - 1/8 фіналу                      | -    | 46' 88' 111' |
| 1-9-2021   | Сен-Дені        | Франція              | 1 – 1                   | Боснія і Герцеговина | Відбір до ЧС 2022                         | -    | 76'          |
| 4-9-2021   | Київ            | Україна              | 1 – 1                   | Франція              | Відбір до ЧС 2022                         | -    | 64'          |
| 13-11-2021 | Париж           | Франція              | 8 – 0                   | Казахстан            | Відбір до ЧС 2022                         | -    | 79'          |
| 16-11-2021 | Гельсінкі       | Фінляндія            | 0 – 2                   | Франція              | Відбір до ЧС 2022                         | -    | 57'          |
| 25-3-2022  | Марсель         | Франція              | 2 – 1                   | Кот-д'Івуар          | товариський матч                          | -    | 89'          |
| 3-6-2022   | Сен-Дені        | Франція              | 1 – 2                   | Данія                | Ліга націй УЄФА 2022—2023 - груповий етап | -    | 90+2'        |
| 10-6-2022  | Відень          | Австрія              | 1 – 1                   | Франція              | Ліга націй УЄФА 2022—2023 - груповий етап | -    | 79'          |
| 13-6-2022  | Сен-Дені        | Франція              | 0 – 1                   | Хорватія             | Ліга націй УЄФА 2022—2023 - груповий етап | -    | 72'          |
| 22-11-2022 | Ель-Вакра       | Франція              | 4 – 1                   | Австралія            | ЧС 2022 - груповий етап                   | -    | 77'          |
| 26-11-2022 | Доха            | Франція              | 2 – 1                   | Данія                | ЧС 2022 - груповий етап                   | -    | 75'          |
| 30-11-2022 | Ер-Раян         | Туніс                | 1 – 0                   | Франція              | ЧС 2022 - груповий етап                   | -    | 63'          |
| Усього     |                 | Матчів               | 43                      |                      | Голів                                     | 5    |              |

| Дата       | Місто      | Господарі | Результат | Гості    | Турнір                             | Голи | Примітки |
| ---------- | ---------- | --------- | --------- | -------- | ---------------------------------- | ---- | -------- |
| 2-6-2014   | Сен-П'єр   | Франція   | 6 – 0     | Сінгапур | Товариський матч                   | 1    |          |
| 4-9-2014   | Нур-Султан | Казахстан | 1 – 5     | Франція  | Кваліфікація молодіжного Євро-2015 | -    | 81'      |
| 10-10-2014 | Ле-Ман     | Франція   | 2 – 0     | Швеція   | Кваліфікація молодіжного Євро-2015 | -    | 61'      |
| 14-10-2014 | Гальмстад  | Швеція    | 4 – 1     | Франція  | Кваліфікація молодіжного Євро-2015 | -    | 65'      |
| 13-11-2014 | Ла-Спеція  | Італія    | 1 – 1     | Франція  | Товариський матч                   | -    |          |
| 17-11-2014 | Брест      | Франція   | 3 – 2     | Англія   | Товариський матч                   | 1    | 64'      |
| 5-9-2015   | Коупавогур | Ісландія  | 3 – 2     | Франція  | Кваліфікація молодіжного Євро-2017 | -    |          |
| 8-9-2015   | Ле-Ман     | Франція   | 2 – 1     | Бразилія | Товариський матч                   | -    | 84'      |
| 10-10-2015 | Абердин    | Шотландія | 1 – 2     | Франція  | Кваліфікація молодіжного Євро-2017 | -    | 23'      |
| Усього     |            | Матчів    | 9         |          | Голів                              | 2    |          |

## Титули і досягнення
«Парі Сен-Жермен»
- Чемпіонат Франції
  - Чемпіон (2): 2012–13, 2013-14
- Кубок французької ліги
  - Володар (1): 2013-14
- Суперкубок Франції
  - Володар (1): 2013

 «Ювентус»
- Чемпіонат Італії
  - Чемпіон (1): 2014-15
- Кубок Італії
  - Володар (1): 2014-15
- Суперкубок Італії
  - Володар (1): 2015
  - Фіналіст (1): 2014
- Ліга чемпіонів
  - Фіналіст (1): 2014-15

 «Баварія»
- Ліга чемпіонів:
  - Володар (1): 2019-20
- Чемпіонат Німеччини:

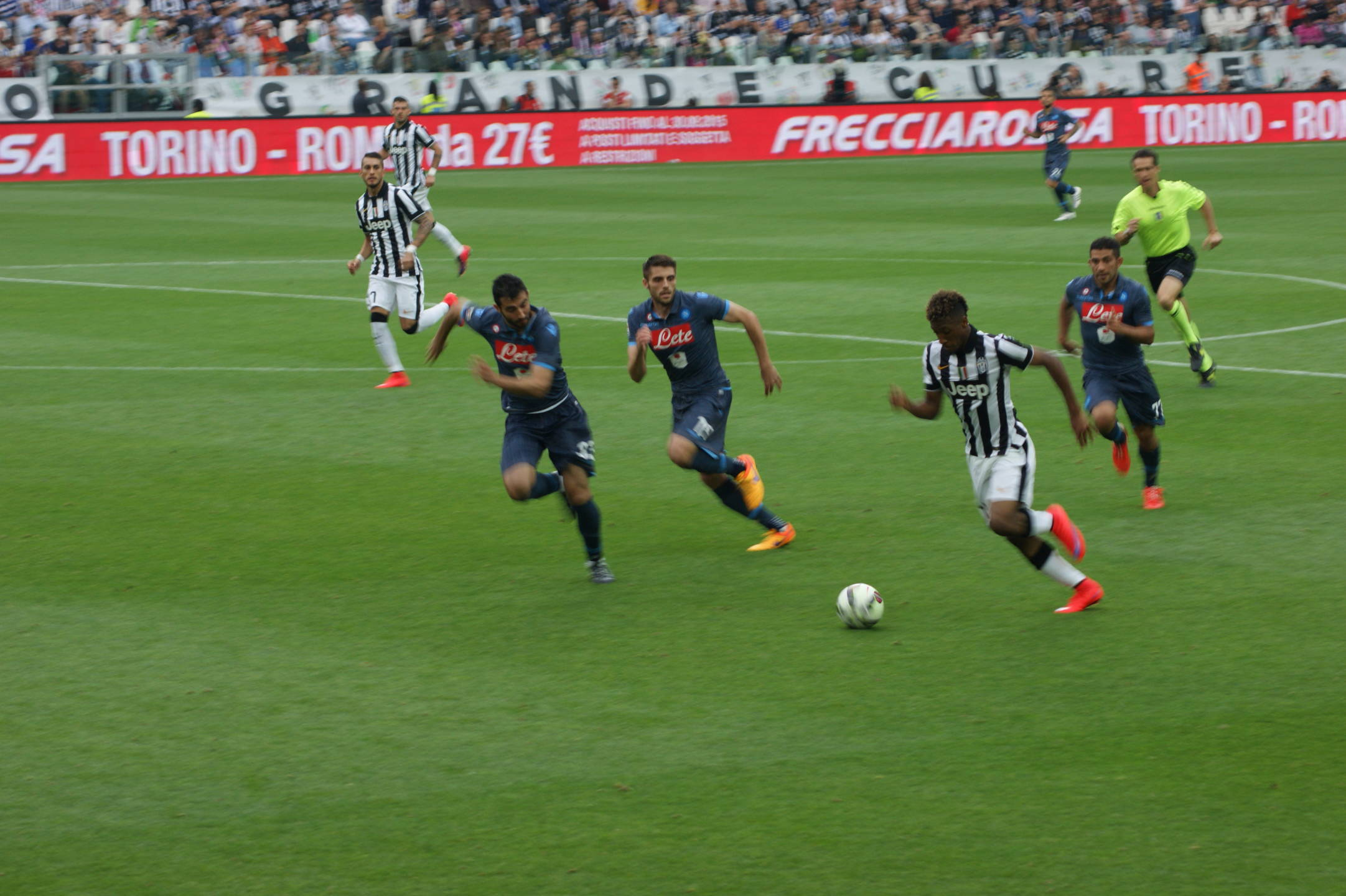
Коман (з м'ячем) у складі «Ювентуса» в грі проти «Наполі». 2015 р.

  - Чемпіон (9): 2015-16, 2016-17, 2017-18, 2018-19, 2019-20, 2020-21, 2021-22, 2022-23, 2024-25
- Кубок Німеччини:
  - Володар (3): 2015-16, 2018-19, 2019-20
- Суперкубок Німеччини
  - Володар (6): 2016, 2017, 2018, 2020, 2021, 2022
- Суперкубок УЄФА
  - Володар (1): 2020
- Клубний чемпіонат світу
  - Володар (1): 2020

 Збірна Франції
- Чемпіонат Європи
  - Фіналіст (1): 2016
- Чемпіонат світу 
  - Фіналіст (1): 2022